# Liste der Stolpersteine in Jessen (Elster)
Die Liste der Stolpersteine in Jessen (Elster) enthält alle Stolpersteine, die im Rahmen des gleichnamigen Kunst-Projekts von Gunter Demnig in Jessen (Elster) verlegt wurden. Mit ihnen soll Opfern des Nationalsozialismus gedacht werden, die in Jessen lebten und wirkten. Bei der bislang einzigen Verlegung wurde am 20. März 2017 ein Stein an einer Adresse verlegt.

## Liste der Stolpersteine
| Adresse            | Datum der Verlegung | Person | Inschrift                                                                                              | Bild | Bild des Hauses |
| ------------------ | ------------------- | --- | --- | --- | --------------- |
| Schlossstraße 11 · | 20. März 2017       | Walter Simson (1866–1935) Walter Simson stammte aus Danzig und arbeitete in Jessen als Rechtsanwalt und Notar. Er war jüdischer Abstammung, aber zum Katholizismus konvertiert. Nach der Machtergreifung der Nationalsozialisten war er Repressalien ausgesetzt, die ihn 1935 in den Suizid trieben. | Hier wohnte und arbeitete DR. WALTER SIMSON Jg. 1866 gedemütigt/entrechtet Flucht in den Tod 2.10.1935 | Bild gesucht Die Wikipedia wünscht sich an dieser Stelle ein Bild vom Ort mit diesen Koordinaten 51.787685 12.958264 . Motiv: Stolperstein für Walter Simson Falls du dabei helfen möchtest, erklärt die Anleitung , wie das geht. BW | Schloss Jessen  |